# Superfinalen 2009
La Superfinalen 2009 si disputò l'8 marzo 2009 alla Telenor Arena di Bærum; la sfida vide contrapposte lo Stabæk campione di Norvegia in carica e la detentrice dell'ultima Coppa di Norvegia, ovvero il Vålerenga.
Il trofeo venne vinto dallo Stabæk che sconfisse per 3-1 il Vålerenga dopo che erano andati al riposo già in vantaggio di due reti.
Fu la prima edizione del trofeo.

## Tabellino
| Arbitro: | Hauge (Bergen) |

|                                         |           |                     |
| Nannskog 19’ Kobayashi 38’ Pálmason 56’ | Marcatori | 48’ Moh. Abdellaoue |

| Stabæk | Vålerenga |

### Formazioni
| Stabæk          |    |                        |  |     |
|                 |    |                        |  |     |
| P               | 1  | Jon Knudsen            |  |     |
| D               | 9  | Christian Keller       |  | 65’ |
| D               | 2  | Fredrik Risp           |  | 58’ |
| D               | 15 | Morten Skjønsberg      |  |     |
| D               | 3  | Jon Inge Høiland       |  |     |
| C               | 10 | Daigo Kobayashi        |  |     |
| C               | 17 | Pontus Farnerud        |  |     |
| C               | 7  | Henning Hauger         |  | 71’ |
| C               | 13 | Pálmi Rafn Pálmason    |  |     |
| A               | 11 | Daniel Nannskog        |  |     |
| A               | 8  | Espen Hoff             |  |     |
| A disposizione: |    |                        |  |     |
| P               | 22 | Iven Austbø            |  |     |
| D               | 18 | Thomas Rogne           |  | 58’ |
| D               | 20 | Inge André Olsen       |  | 58’ |
| C               | 21 | Mikkel Diskerud        |  | 58’ |
| C               | 23 | Vegar Eggen Hedenstad  |  |     |
| A               | 27 | Torstein Andersen Aase |  |     |
| Allenatore:     |    |                        |  |     |
| Jan Jönsson     |    |                        |  |     |

| Vålerenga       |    |                     |          |     |
|                 |    |                     |          |     |
| P               | 1  | Troy Perkins        |          |     |
| D               | 13 | Jarl André Storbæk  |          |     |
| D               | 18 | Juan Fuenmayor      |          |     |
| D               | 4  | André Muri          |          |     |
| D               | 3  | Allan Jepsen        |          |     |
| C               | 23 | Kristofer Hæstad    |          |     |
| C               | 8  | Martin Andresen     | 22’, 43’ |     |
| C               | 19 | Dawda Leigh         |          | 46’ |
| C               | 10 | Lars Iver Strand    | 19’      | 65’ |
| A               | 11 | Morten Berre        |          |     |
| A               | 25 | Mohammed Abdellaoue |          | 71’ |
| A disposizione: |    |                     |          |     |
| P               | 30 | Øyvind Bolthof      |          |     |
| D               | 6  | Freddy dos Santos   |          | 65’ |
| D               | 24 | Stefan Strandberg   |          | 46’ |
| C               | 26 | Bojan Zajić         |          |     |
| C               | 28 | Harmeet Singh       |          |     |
| C               | 31 | Kristian Brix       |          |     |
| A               | 20 | Mostafa Abdellaoue  |          | 71’ |
| Allenatore:     |    |                     |          |     |
| Martin Andresen |    |                     |          |     |

### Squadra vincitrice
| Vincitore della Superfinalen 2009 |
| --------------------------------- |
| Stabæk (1º titolo)                |